# Wielkie Borowe
Wielkie Borowe (słow. Veľké Borové) – wieś (obec) w północnej Słowacji, w powiecie Liptowski Mikułasz, w kraju żylińskim.

## Położenie
Znajduje się w historyczno-etnograficznym regionie Liptów. Pod względem geograficznym miejscowość położona jest w Dolinie Borowianki i Dolinie Roztoki pomiędzy Pogórzem Orawskim a Górami Choczańskimi. Przez miejscowość przepływają potoki Borovianka i Roztocki Potok. Zabudowania miejscowości skupione są głównie w Dolinie Borowianki, w Dolinie Roztoki znajduje się tylko niewielki przysiółek Jobowa Roztoka (Jóbova Ráztoka).

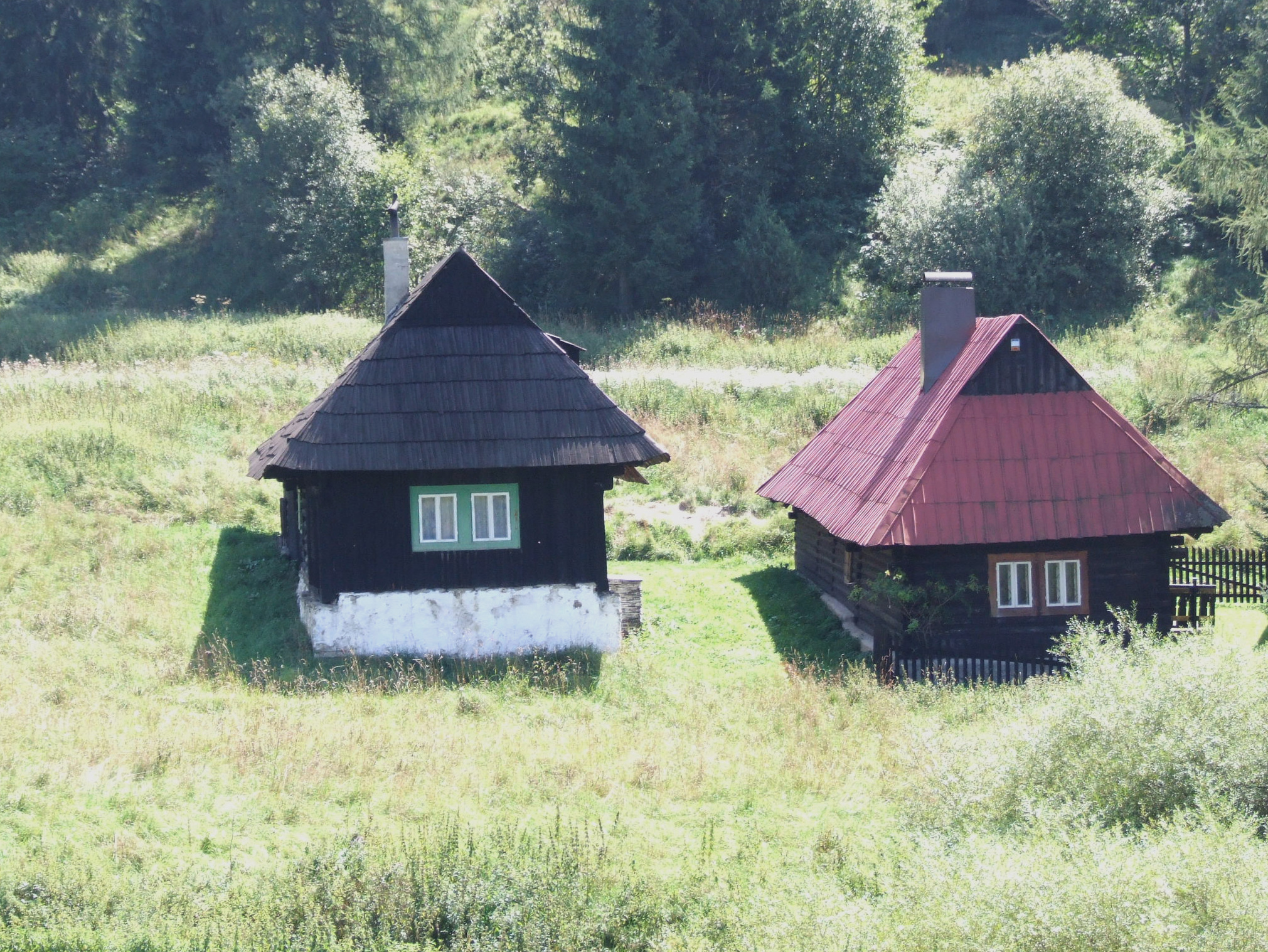
Domy w regionalnym stylu budownictwa ludowego

## Historia
Miejscowość została założona w XVI w. przez osadników z polskiej Orawy. Pierwsza pisemna wzmianka o niej pochodzi z 1646 roku. Należała do szlacheckiej rodziny Joobów. Mieszkańcy początkowo zajmowali się hodowlą owiec i rolnictwem. Od XVIII w. większość jej mieszkańców zajmowała się szklarstwem i za zarobkiem wędrowali po Morawach i Śląsku. Podobnie było w sąsiednich wsiach Huty i Małe Borowe. W tej ostatniej na przysiółku Nowoć szkło w niewielkiej miejscowej hucie szkła wytwarzano jeszcze do 1840 roku. Część ludności zajmowała się pasterstwem. Jeszcze obecnie działa rolnicza spółdzielnia specjalizująca się w hodowli krów, a na wielkich łąkach wypasane są także owce.
9 maja 1895 r. na terenie wsi spadł meteoryt. Jego upadek obserwowała grupa mieszkańców wsi. Był to meteoryt kamienny, zaliczany do chondrytów oliwinowo-hiperstenowych, ważący 5,9 kg. Meteoryt znajduje się obecnie w zbiorach Węgierskiego Muzeum Narodowego (Magyar Nemzeti Múzeum)) w Budapeszcie.

## Kultura
We wsi jest używana gwara przejściowa słowacko-orawska. Gwara orawska jest zaliczana przez polskich językoznawców jako gwara dialektu małopolskiego języka polskiego, przez słowackich zaś jako gwara przejściowa polsko-słowacka.

## Zabytki
- Kościół p.w. Podwyższenia św. Krzyża, katolicki. Murowany w stylu klasycystycznym, z 1823 r., zbudowany na miejscu starszego kościoła drewnianego[9]. Jednonawowy, z wielobocznie zamkniętym prezbiterium i wieżą wtopioną w korpus na osi.
- W miejscowości zachowało się wiele zabytkowych, drewnianych domów w regionalnym stylu[13].

## Turystyka
Tereny miejscowości to duże łąki. Dzięki temu roztaczają się stąd rozległe widoki na Góry Choczańskie, Skoruszyńskie Wierchy i Tatry Zachodnie. Przez miejscowość przebiegają trzy szlaki turystyczne: niebieski należy do często odwiedzanych przez turystów.
  czerwony: Orawski Biały Potok – Mních – Machy – Prieková – Kopec – Małe Borowe – Polianky – Súšava – Wielkie Borowe – Díel – Malatiná
  – zielony: rozdroże w Dolinie Borowianki – Czarna Hora – Prosieczne – Svorad. Czas przejścia 3h, ↓ 2.50 h
  – niebieski: Obłazy – Dolina Borowianki – Wielkie Borowe – Svorad